# XU-L (航空機)
XU-Lは、日本の新明和工業とヤマハ発動機が共同研究に用いている飛行機。名称はExperimental Utility aircraft - Large typeの略で、「次世代小型航空機」とも呼ばれる
。

## 概要
小型航空機の概念設計から試作・試験までの検証、パイロットの操縦支援・非常用の自動化技術や、有人機と同等のサイズ・性能の無人航空機に用いる自律飛行システムの研究、ヤマハ製の小型エンジンの耐久性や冷却系統などのデータ収集といった用途を想定した小型機。
機体自体は新明和が輸入し組み立てたランズ S-6 コヨーテIIを改良したもので、全長は約10 m。ヤマハ・フェザーM-TXやヤマハ・ベンチャーマルチパーパスといったスノーモービルに搭載された、ヤマハ製水冷4ストローク2気筒エンジン（排気量499 cc）の回転数を調整したものを装備する。このエンジンは、有人飛行機で用いられる初のヤマハ製エンジンとされる。機体記号は「JX0170」。
2021年（令和3年）6月29日に共同研究に関する契約が締結され、2022年（令和4年）9月21日に「初期飛行試験」という形で富士川滑空場にて初飛行を行った。初飛行はジャンプ飛行だったが、同年10月に行われた2回目では周回飛行を行うなど、その後も飛行試験を継続している。